# Chilesus geminatus
Chilesus geminatus là một loài ruồi trong họ Asilidae. Chilesus geminatus được Bromley miêu tả năm 1932. Loài này phân bố ở vùng Tân nhiệt đới.